# 盘河镇
盘河镇，是中华人民共和国云南省昭通市昭阳区下辖的一个镇。
2012年9月22日，云南省人民政府批复同意撤销盘河乡，设立盘河镇。

## 行政区划
盘河镇下辖以下地区：
大花村、新店村、油榨房村、放马坝村、新华村、头寨村、三寨村、五寨村和冷家坪村。